# Kamionka Duża
Kamionka Duża – część wsi Kwaczała w Polsce, położona w województwie małopolskim, w powiecie chrzanowskim, w gminie Alwernia.
W latach 1975–1998 Kamionka Duża administracyjnie należała do województwa krakowskiego.